# Marcel Azzola

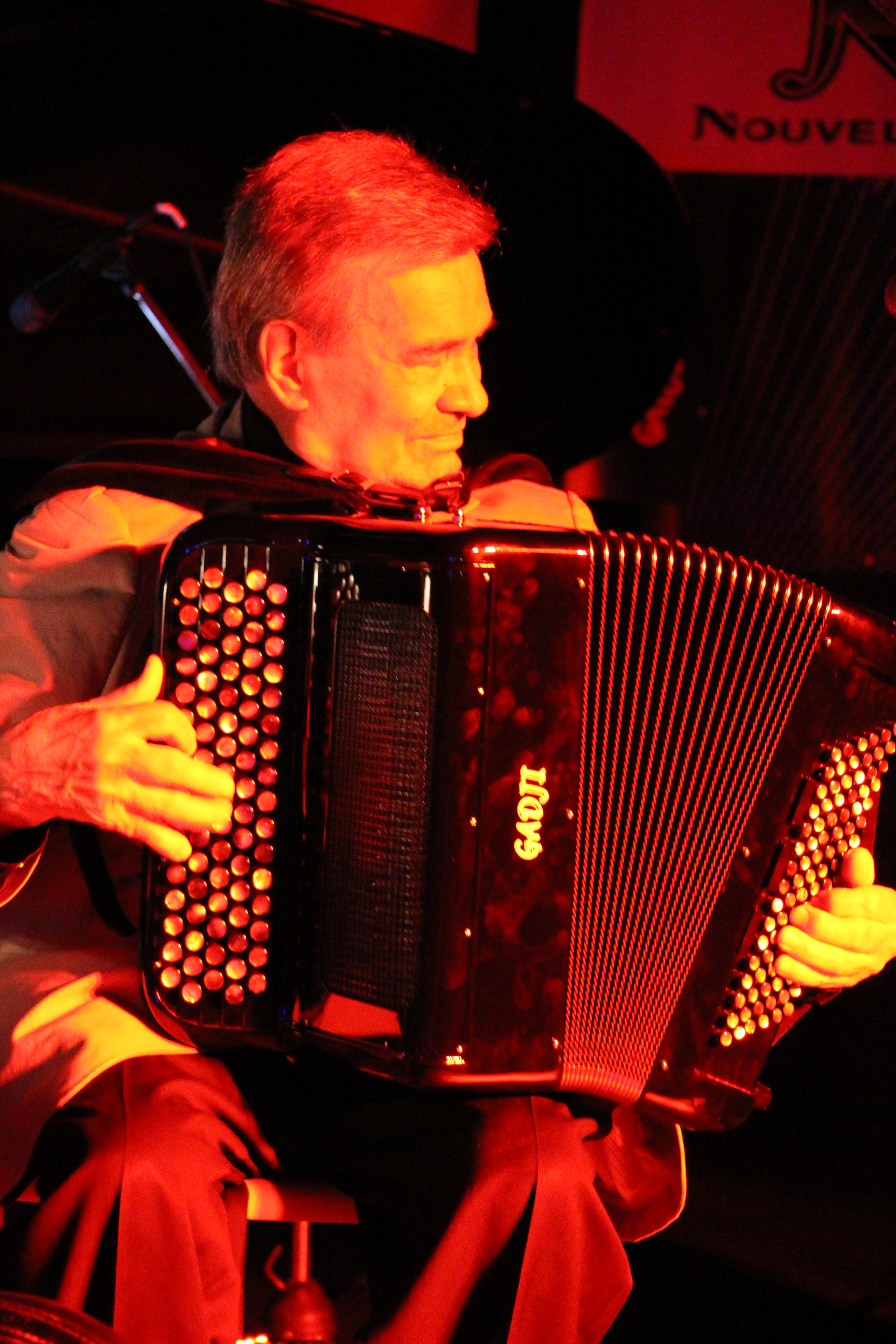
Marcel Azzola (2005)

Marcel Azzola (* 10. Juli 1927 in Paris-Ménilmontant; † 21. Januar 2019 in Poissy) war ein französischer Akkordeonist.

## Leben
Azzola erlernte zunächst das Violinspiel. Später war er Akkordeonschüler von Paul Saive und Attilio Bonhommi und in den 1940er Jahren von Médard Ferrero. Bereits als Zwölfjähriger spielte er in Pariser Cafés zum Konzert auf. In den 1950er Jahren trat er als Begleiter von Yves Montand, Barbara, Georges Brassens, Édith Piaf, und Juliette Gréco auf und arbeitete mehrere Jahre mit Jacques Brel zusammen. Daneben nahm er seit 1953 zahlreiche Stücke der Tanzmusik auf: Paso Dobles, Tangos, Boleros, Musettes, daneben auch Chansons und Adaptionen klassischer Werke.
Im Alter startete Azzola eine zweite Karriere als Jazzmusiker u. a. mit Stéphane Grappelli, Christian Escoudé, Dany Doriz und Toots Thielemans. Er bildete ein Trio mit Patrice Caratini und Marc Fosset, arbeitete mit Richard Galliano und nahm mit Stéphane Belmondo und Lina Bossatti auf. Außerdem arbeitete er auch mit Florin Niculescu und Jacques Vidal und den Akkordeonisten Marc Perrone und Marcel Loeffler.

## Ehrungen
- 2007: Kommandeur des Ordre des Arts et des Lettres[2]

## Diskographie (Auswahl)
- Les Grands Standards Vol. 1 und 2
- Musique à la mode
- Vignola Réunion Trio (mit Galliano und Antonello Salis), 1991
- L’accordéoniste: Hommage à Edith Piaf, 1995
- Comme au bal, 2000
- Jazzola mit Georges Arvanitas, Dany Doriz, Marc Fosset, Patricia Lebeugle, Richard Portier, 2002
- Les Meilleurs, 2002
- 3 temps pour bien faire mit Patrice Caratini, Marc Fosset, 2005
- Marcel Azzola, 2006
- Adios muchachos, 2006